# الجدول الزمني لحرب الخليج الثانية (نوفمبر 1990)
- 3 نوفمبر

- المجلس الوطني العراقي يعلن عن مبادرة سلام تتلخص في امكانية قيام العراق باطلاق سراح الرهائن الأجانب مقابل ضمانات من دول معينة بعدم اللجوء إلى الخيار العسكري .

- 4 نوفمبر

- العراق يبدأ باطلاق سراح الرهائن في محاولة لشق التحالف الدولي

- 5 نوفمبر

- القيادة المركزية للبحرية الأمريكية تعلن أن حاملة الطائرات ميدواي ومجموعتها المقاتلة قد دخلت مياه الخليج.

- 15 نوفمبر

- بدء مناورات أمريكية سعودية في الخليج. المناورات تشمل انزالا بحريا قرب الكويت تشارك فيه 1100 طائرة.

- 23 نوفمبر

- الرئيسان الأمريكي بوش والسوري حافظ الأسد يعقدان أول لقاء بينهما في جنيف ويتفقان على جملة قضايا بينها أزمة الخليج وقضايا الشرق الأوسط.

- 29 نوفمبر

- مجلس الأمن يصدر قرار رقم 678 الذي يجيز استخدام القوة ضد العراق.

- 30 نوفمبر

- بوش يوجه دعوة إلى طارق عزيز لزيارة واشنطن للتفاوض ويعرض إيفاد بيكر إلى بغداد.